# キアン (ファラオ)
キアン（Khyan, 在位：紀元前1630年頃 - 1610年頃または 1610年頃 - 1580年頃）は、古代エジプト第15王朝の第3代ファラオ（王）

## 概要
ヒクソスの王たちの中では比較的多くの記録が残っている人物である。第15王朝の首都アヴァリスの宮殿跡からはキアンの名前をカルトゥーシュで囲んだ印鑑が見つかっている。この宮殿の壁からはギリシャのミケーネ様式の壁画の跡も残っており、当時のヒクソスがエーゲ文明と接触していたことが明らかになった。また、ミノア文明の中心地であるクレタ島のクノッソス宮殿からもキアンの名前を記した水差しが発見され、ヒッタイトの首都であるハットゥシャでも名前が確認されている。そして、キアンのものと思われる花崗岩製のスフィンクス像に至ってはイラクのバグダッドの美術市場で発見されているため、バビロニアとも外交関係にあった可能性がある。このように、キアンにまつわる遺物の多くが当時のヒクソスが広範囲にわたる交易、外交を展開していたらしいことを示している。

## 家族
アヴァリスから出土した石碑からヤナッスイという息子がいたことが判明している。しかし、キアンの後は彼ではなくアペピという人物が王位を継承している。